# 臨城県
臨城県（りんじょう-けん）は中華人民共和国河北省邢台市に位置する県。

## 歴史
前漢により現在の高邑県南西部に設置された房子県を前身とする。556年（天保7年）、北斉により廃止され、管轄区域は高邑県に編入された。586年（開皇6年）、隋代により現在地に再設置された。唐代になると742年（天宝元年）に臨城県、905年（天祐2年）に房子県、五代十国時代の後唐により臨城県と改称された。
1958年に廃止され内丘県に編入されたが、1962年に再設置され現在に至る。

## 行政区画
- 鎮:臨城鎮、東鎮鎮、西竪鎮、郝荘鎮、黒城鎮
- 郷:鴨鴿営郷、石城郷、趙荘郷